# Гнатишин Анастасія Юріївна
Анастасі́я Ю́ріївна Гнати́шин (нар. 12 червня 2010, Львів) — українська шахістка, майстер ФІДЕ (2023) серед жінок, бронзова призерка чемпіонату України 2024 року.
Її рейтинг станом на січень 2025 року — 2197 (15-те — серед шахісток України, 2-ге в Україні та 64-те у світі серед дівчат до 20 років).

## Досягнення
- Срібна призерка чемпіонату Європи серед дівчат до 10 років (2019).
- Чемпіонка Європи із шахів серед дівчат до 10 років (Таллінн, 2019).
- Чемпіонка світу з рапіду та бліцу серед дівчат до 12 років (Родос, 2022)[1][2];
- Срібна призерка чемпіонату України із шахів серед дівчат до 18 років (2023, 7½ з 9 очок);
- Бронзова призерка чемпіонату України із шахів серед жінок 2024 року[3];
- Срібна призерка чемпіонату України з бліцу серед жінок 2024 року[4];
- Чемпіонка України з рапіду (7½ з 9 очок) та бліцу (10 з 11 очок) серед дівчат до 20 років, (Львів, 2025)[5][6].
- Чемпіонка Європи з рапіду (7½ з 9 очок) та бліцу (14½ з 18 очок) серед дівчат до 16 років (Салоніки, 2025)[7][8].

## Результати виступів у чемпіонатах України
| Рік  | Місто | Турнір                 | + | − | = | Результат | Місце  |
| ---- | ----- | ---------------------- | - | - | - | --------- | ------ |
| 2024 | Львів | 83-й чемпіонат України | 7 | 2 | 0 | 7 з 9     | Bronze |